# Прапор Надвірнянського району
Пра́пор Надвірня́нського райо́ну — офіційний символ Надвірнянського району Івано-Франківської області, затверджений рішенням сесії Надвірнянської районної ради.

## Опис
Прапор являє собою прямокутне полотнище синього кольору зі співвідношенням сторін 2:3. У лівій половині - стилізована ялинка жовтого кольору з основою на лівій стороні прапора та вершиною у центрі. В середині ялинки -  нафтовидобувна вишка чорного кольору. 